# 聖佩德羅德丘南區
聖佩德羅德丘南區（西班牙語：Distrito de San Pedro de Chunán），是秘魯的一個區，位於該國中部胡寧大區的豪哈省，始建於1954年12月14日，面積8.44平方公里，海拔高度3,390米，2005年人口880，人口密度每平方公里100人。